# Jean Sol
Jean Sol, né le 3 juin 1952, est un homme politique français, sénateur des Pyrénées-Orientales depuis 2017.

## Biographie
Il membre du parti politique UMP depuis sa fondation en 2002, renommé Les Républicains en 2015; il est membre du bureau politique national Les Républicains depuis 2021.
Il est conseiller départemental des Pyrénées-Orientales depuis 2004, élu dans le canton de Perpignan-7 de 2004 à 2015, puis dans celui de Perpignan-2 depuis 2015.
Il est conseiller municipal à Bompas depuis 1989, commune dont il a été l'adjoint au maire entre 1995 et 2004.
Jean Sol a effectué la plus grande partie de sa carrière professionnelle dans le secteur de la santé.

## Publications et travaux
En raison de la situation de sécheresse historique dans les Pyrénées-Orientales, Jean Sol propose des mesures pour améliorer la gestion de l'eau et répondre à la détresse des agriculteurs locaux,,.
Jean Sol, en tant que corapporteur pour la Commission des affaires sociales, a joué un rôle dans la rédaction de la Loi portant mesures pour bâtir la société du bien-vieillir, promulguée en avril 2024. Cette loi vise à améliorer les conditions de vie des personnes âgées et à renforcer l'autonomie des individus. Les mesures incluent la création d'un Service public départemental de l'autonomie et l'accueil des animaux de compagnie dans les EHPAD.
Il défend l'amélioration des services de santé mentale en France. Il est rapporteur du groupe de travail commun de la Commission des lois et de la Commission des Affaires sociales du Sénat sur l'expertise psychiatrique en matière pénale en 2019.
Il a été nommé au conseil d'administration de Santé publique France et de l'Agence régionale de santé d'Occitanie le 20 octobre 2023.